# Gondeville

Gondeville este o comună în departamentul Charente, Franța. În 1 ianuarie 2018 avea o populație de 499 de locuitori.